# پیر شرفشاه دولایی
پیر شرفشاه (قرن ۸ ه.ق.) با نام اصلی شرفشاه دولایی گیلانی معروف به سید شرفشاه یا سید شرف الدین، شاعر گیلک‌سرا و عارف بزرگ قرن هشتم هجری است. وی ملقب به پدر شعر گیلکی است، زیرا اولین کسی است که به زبان گیلکی شعر سروده و دیوانی منظوم از اشعار گیلکی دارد. او همچنین بنیان‌گذار مکتب شعری شرفشاهی است. او‌ در گیل‌دولاب رضوانشهر در گیلان زاده شد و آرامگاه او در روستای دارسرا معروف به سید شرفشاه در رضوانشهر گیلان قرار دارد. به محل آرامگاه او تربت بر سید شرف‌شاه نیز می‌گویند که از در گذشته نیز از دهکده‌های گیل دولاب محسوب می‌شده است. از او دیوان شعری برجا مانده است که در بخارست رومانی نگهداری می‌شود. او که پدر شعر گیلکی است اشعار خود را در قالب دو بیتی سروده است. سبک معروف شرفشاهی که در گیلان شهرت دارد به او منسوب است.
آرامگاه وی که از نوادگان موسی کاظم بود، در روستای دارسرا، دهستان گیل دولاب شهرستان رضوانشهر گیلان واقع است.

## پیشگفتار دیوان
در پیشگفتار دیوان شرفشاه که به فارسی است، در مورد سبب سرودن این اشعار توضیحاتی آمده که مضمون آن بدین شرح است: 
در یک شب که سید بر کنده‌ی درختی نشسته بود، خداوند به دل او نور عشق را می‌تاباند و او می‌بیند که عاشق خوری‌سو، خواهر امیره ساسان است که از حکام محلی گیلان بود. امیره ساسان با شنیدن ماجرا از زبان سید شرفشاه، با خواهر خود صحبت می‌کند و خوری‌سو قبول می‌نماید. پس سید شرفشاه می‌رود و امیره ساسان با برگزاری جشن و قرائت خطبه عقد، خوری‌سو را به محل زندگی سیدشرفشاه روانه می‌کند.‌ وقتی سره مج، مامور همراه خوری‌سو، سادگی کومه شرفشاه را می‌بیند به وزیر بزرگترین می‌گوید امیره دیوانگی کرده! القصه، خوری‌سو به کلبه سید شرفشاه وارد می‌شود، شرفشاه که بر سر سجاده مشغول عبادت بود، بدون اینکه سرش را بالا بیاورد، همگی را روانه می‌کند که برگردند جز سره مج و اسبش! خوری‌سو از سادگی کلبه متعجب می‌شود و سیدشرفشاه در خصوص گذران بودن دنیا وی را موعظه کرده و خوری‌سو نصایح او را تأیید می‌نماید.‌ او همچنین موضوع مکاشفه قلبی‌ای که برایش اتفاق افتاد را به خوری‌سو می‌گوید. سپس شرفشاه سرش را بلند می‌کند و خوری‌سو را می‌بیند و دوباره سرش را سمت سجاده پایین می‌آورد و می‌گوید: برگردید! شما جوان هستید و آرزوها دارید همین یک نگاه من را به آنچه می‌خواستم رساند. خوری‌سو قبول نمی‌کند و ناراحت می‌شود. او از شرفشاه می‌خواهد که با او زندگی کند، یا دعا کند تا او شهید شود اما به دست خوارج نیفتد. سید یک دکمه از یقه همسرش را می‌گیرد و رها می‌کند. خوری‌سو می‌گوید احساس لرز بر من افتاده. سید شرفشاه با نگرانی او را سوار اسب می‌کند که برگردد. یک روز بعد به سید خبر می‌رسد که خوری‌سو از دنیا رفته است. سید شرفشاه بسیار بی‌تابی می‌کند و با قلم عشق از اعماق قلبش زبان به شعر گیلکی می‌گشاید..